# Черкежень
Черкежень, Черкежені (рум. Cerchejeni) — село у повіті Ботошані в Румунії. Входить до складу комуни Блиндешть.
Село розташоване на відстані 366 км на північ від Бухареста, 17 км на схід від Ботошань, 79 км на північний захід від Ясс.

## Населення
За даними перепису населення 2002 року у селі проживали 927 осіб, усі — румуни. Усі жителі села рідною мовою назвали румунську.